# Spring Arbor
Spring Arbor is een plaats (census-designated place) in de Amerikaanse staat Michigan, en valt bestuurlijk gezien onder Jackson County.

## Demografie
Bij de volkstelling in 2000 werd het aantal inwoners vastgesteld op 2188.

## Geografie
Volgens het United States Census Bureau beslaat de plaats een oppervlakte van
7,2 km², geheel bestaande uit land. Spring Arbor ligt op ongeveer 306 m boven zeeniveau.

## Plaatsen in de nabije omgeving
De onderstaande figuur toont nabijgelegen plaatsen in een straal van 16 km rond Spring Arbor.